# Михлин, Давид Михайлович
Давид Михайлович (Михелевич) Михлин (07.06.1887-30.06.1959) — советский учёный в области биохимии растений, доктор биологических наук, профессор, заслуженный деятель науки РСФСР (1948), лауреат премии им. А. Н. Баха Академии наук СССР.

## Биография
Родился в местечке Горы Чаусского уезда Могилевской губернии.
Окончил естественное отделение физико-математического факультета Московского университета (1913). В 1913—1917 гг. студент медицинского факультета Юрьевского университета, перевелся на медфак Московского университета, который окончил в 1918 г.
В 1919—1921 гг. заведующий Горской школой 2-й степени.
С 1921 г. научный сотрудник Института биохимии Наркомздрава РСФСР. Профессор (1931). В 1935 г. Президиумом АН СССР без защиты диссертации (по совокупности работ) присуждена степень доктора биологических наук.
В 1935—1959 гг. начальник отделов энзиологии и обмена веществ, заведующий лабораторией биологического окисления Института биохимии АН СССР.
Доцент биологического факультета МГУ (1928—1931), профессор Ивановского медицинского университета (1931—1936, организовал и возглавил кафедру биологической химии), профессор Московского фармацевтического института (1939—1941).

## Научная деятельность
Автор научных работ по изучению ферментов, участвующих в превращениях углеводов, жиров и органических кислот, ферментативной природы восстановления нитритов в нитраты в зеленых растительных клетках, и др.

### Сочинения
- Пероксиды и пероксидазы [Текст] : Химизм медленного окисления / Д. М. Михлин ; Акад. наук СССР. Ин-т биохимии им. А. Н. Баха. — Москва ; Ленинград : изд-во и 1-я тип. Изд-ва Акад. наук СССР, 1948 [обл.: 1947]. — 220 с.; 22 см.
- Биологическое окисление [Текст] / Акад. наук СССР. Ин-т биохимии им. А. Н. Баха. — Москва : Изд-во Акад. наук СССР, 1956. — 443 с.; 20 см.
- Биохимия клеточного дыхания [Текст] / Акад. наук СССР. Ин-т биохимии им. А. Н. Баха. — Москва : Изд-во Акад. наук СССР, 1960. — 416 с. : граф.; 24 см.

## Награды
Лауреат премии им. А. Н. Баха Академии наук СССР — за монографию «Пероксиды и пероксидазы» (1948). Награждён орденом Красной Звезды.